# Бонитет леса
Боните́т ле́са (нем. Bonität, от лат. bonitas, «доброкачественность») — таксационная характеристика (оценка) лесного насаждения, определяющая его потенциальную продуктивность и скорость роста деревьев.

## Общие положения
Бонитет леса зависит от того, насколько условия произрастания конкретной древесной породы соответствуют её биологическим особенностям, насколько эти условия близки к оптимальным.
Определяется бонитет леса по возрасту, средней высоте и происхождению древостоя. Чем выше древостой при одинаковом возрасте, тем выше его класс бонитета. Поскольку рост деревьев в раннем возрасте в значительной степени зависит от того, были они получены из семян либо вегетативным способом, для насаждений одних и тех же пород, но имеющих разное происхождение, классы бонитета устанавливаются раздельно.

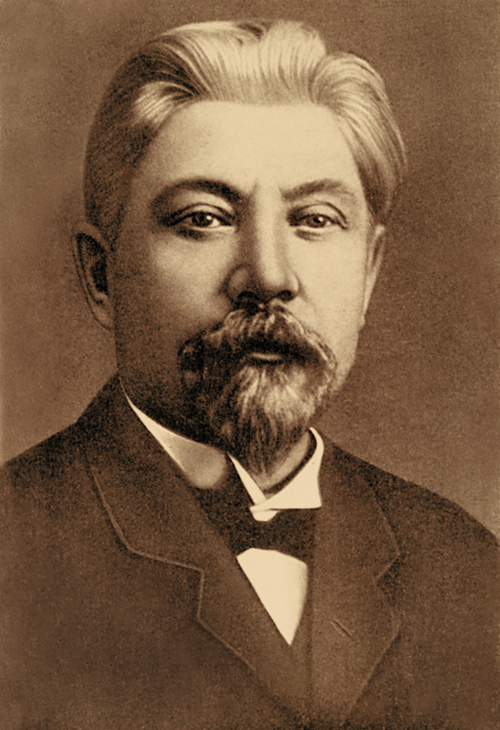
Михаил Орлов, автор бонитировочной шкалы

Бонитет леса не является постоянной величиной, меняясь в зависимости от возраста деревьев, а также по причине изменения экологических условий в результате леса из-за его осушения либо заболачивания — или из-за его рекреационного использования.

## Шкала Орлова
Бонитировочная шкала распределения насаждений по классам бонитета была предложена профессором М. М. Орловым в 1911 году. В соответствии с ней выделяют пять основных классов бонитета, которые обозначают римскими цифрами от I до V: наиболее продуктивные насаждения (древостои) относят к I классу, наименее продуктивные — к V классу. Если есть необходимость, могут быть введены дополнительные классы: для более производительных насаждений, чем насаждения I класса — класс Ia, для ещё более производительных насаждений — класс Iб. По аналогии, для менее производительных насаждений, чем насаждения V класса, может быть введён класс Va, для ещё менее производительных насаждений — класс Vб.
Таблицы определения бонитетов на основе средних высот и возраста древостоев используются до сих пор. В ряде регионов применяются местные шкалы, учитывающие особенности насаждений конкретной местности.